# ۱۳ ربیع‌الثانی
۱۳ ربیع‌الثانی، سیزدهمین روز از ماه ربیع‌الثانی در تقویم هجری قمری است.
در تقویم هجری قمری قراردادی این روز صد و دومین روز سال است.

## رویدادها
- ۴۳۲ - برکناری مسعود غزنوی توسط سپاهیانش در نزدیکی رود سند و به حکومت رسیدن برادرش محمد